# برایسن (میزوری)
برایسن (به انگلیسی: Bryson) یک منطقهٔ مسکونی در ایالات متحده آمریکا است که در شهرستان پتیس، میزوری واقع شده‌است. برایسن ۲۹۰ متر بالاتر از سطح دریا واقع شده‌است.